# Alpe della Luna
Alpe della Luna (« Alpes de la Lune ») est un massif montagneux situé au nord des Apennins centraux en Italie.

## Géographie

### Topographie

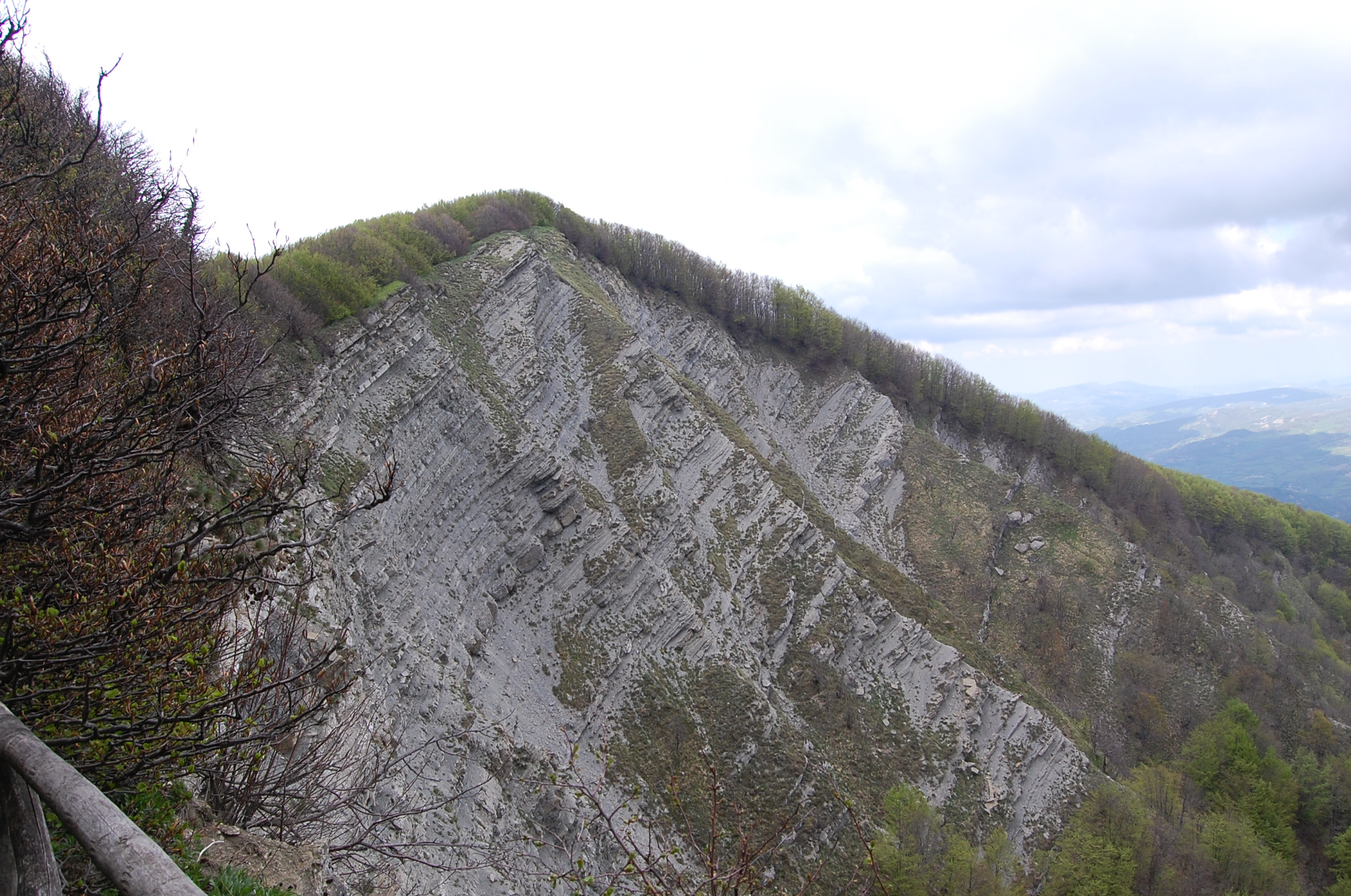
Ripa della Luna

Ce massif est situé aux confins des régions Toscane, Marches et Ombrie.
Ses plus hauts sommets sont le Monte dei Frati (1 453 mètres d'altitude) et le Monte Maggiore (1 384 mètres d'altitude) entre les pentes desquels s'étend une réserve naturelle de 1 540 hectares dont les bois recouvrent 86 % et dont l'altitude varie de 520 mètres à 1 453 mètres.
Les fleuves Métaure, Marecchia (se jetant dans l'Adriatique) et le Tibre (se jetant dans la mer Tyrrhénienne) prennent leurs sources dans ce massif.

### Géologie
L'Alpe della Luna est composé principalement de marne et grès datant des 
époques Miocène et Cénozoïque.

### Faune
La faune est typique des Apennins :
- grands mammifères : le chevreuil, le sanglier, le cerf, le daim, le loup, l'écureuil, le porc-épic à crête, le blaireau européen, le renard, le lièvre, des espèces du genre Mustela putorius ;
- rapaces : la buse variable, le faucon hobereau, le faucon crécerelle, l'autour des palombes, l'aigle royal ;
- autres oiseaux : l'épervier d'Europe, le pic vert, le pic épeiche, le pigeon ramier, la chouette hulotte, le troglodyte mignon, la grive musicienne, le geai des chênes, le bouvreuil pivoine, des espèces de la famille des Paridae ;
- amphibiens : le triton alpestre, le triton crêté, le sonneur à ventre jaune, la grenouille.

### Flore
Sur le versant occidental, le hêtre européen prédomine en altitude et, plus bas, on trouve des forêts de feuillus mixtes de chêne chevelu et de châtaignier. Sur le versant oriental poussent le chêne chevelu, le charme-houblon, l'érable, le frêne, le tilleul et l'orme. Dans les sous-bois, on trouve le muguet, l'ophioglosse commun, des renoncules, Pyrola minor ou encore Arisarum proboscideum.

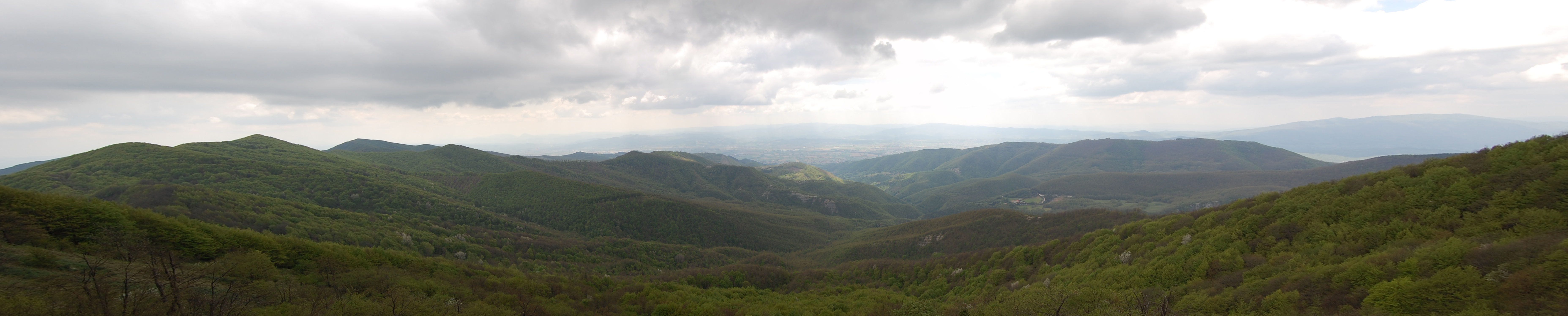
Panorama de Alpe della Luna

## Sources
- (it) Cet article est partiellement ou en totalité issu de l’article de Wikipédia en italien intitulé « Alpe della Luna » (voir la liste des auteurs).